# Jurij Repe
Jurij Repe (* 17. September 1994 in Kranj) ist ein slowenischer Eishockeyspieler, der seit 2019 beim HC Košice in der slowakischen Extraliga, der höchsten Klasse des Landes, spielt.

## Karriere
Jurij Repe begann seine Karriere als Eishockeyspieler in der Jugendabteilung des HK MK Bled, für dessen U20-Mannschaft er in der höchsten Nachwuchsliga Sloweniens spielte. 2009 wechselte er nach Tschechien, wo er in verschiedenen Nachwuchsmannschaften des HC Oceláři Třinec aktiv war. Nachdem ihn die Saint John Sea Dogs beim CHL Import Draft 2012 in der ersten Runde als insgesamt 34. Spieler gezogen hatten, wagte er den Sprung über den Großen Teich und spielte für das Team aus New Brunswick zwei Jahre in der Ligue de hockey junior majeur du Québec. Anschließend kehrte er nach Třinec zurück, wo er weiterhin unter Vertrag stand, aber zunächst beim zweitklassigen HC AZ Havířov 2010 und seit 2015 bei dessen Ligakonkurrenten HC Kladno spielte. Für den HC Oceláři Třinec absolvierte er in der Extraliga bisher lediglich ein Hauptrunden- und zwei Playoffspiele. 2018 wechselte er für ein Jahr nach Dänemark zu den Herning Blue Fox, bevor er 2019 zum slowakischen Extraligisten HC Košice ging, für den er seither spielt.

### International
Für Slowenien nahm Repe im Juniorenbereich an den U18-Weltmeisterschaften 2010 in der Division II und 2011 und 2012 in der Division I sowie den U20-Weltmeisterschaften der Division I 2012 und 2013 teil.
Im Seniorenbereich stand er erstmals bei der Weltmeisterschaft 2016 in der Division I im Aufgebot seines Landes und stieg mit seiner Mannschaft in die Top-Division auf, wo er dann 2017 spielte. Bei der Weltmeisterschaft 2019 spielte er dann erneut in der Division I. Zudem vertrat er seine Farben bei der erfolgreichen Olympiaqualifikation und den Winterspielen in Pyeongchang 2018 selbst. Anschließend nahm er im Februar 2020 an der Vorqualifikation zu den Winterspielen in Peking 2022 teil, als sich die Slowenen beim Turnier im heimischen Jesenice durch Siege gegen Litauen (12:2), Kroatien (7:0) und Japan (6:2) für die Hauptqualifikation qualifizierten, in der sie im August 2021 in Norwegen auf die Gastgeber, Dänemark und Südkorea treffen werden.

## Erfolge und Auszeichnungen
- 2010 Aufstieg in die Division I bei der U18-Weltmeisterschaft der Division II, Gruppe B
- 2016 Aufstieg in die Top-Division bei der Weltmeisterschaft der Division I, Gruppe A

## Karrierestatistik

### International
(Legende zur Spielerstatistik: Sp oder GP = absolvierte Spiele; T oder G = erzielte Tore; V oder A = erzielte Assists; Pkt oder Pts = erzielte Scorerpunkte; SM oder PIM = erhaltene Strafminuten; +/− = Plus/Minus-Bilanz; PP = erzielte Überzahltore; SH = erzielte Unterzahltore; GW = erzielte Siegtore; 1 Play-downs/Relegation; Kursiv: Statistik nicht vollständig)